# آبشار نوگت
آبشار نوگت (به انگلیسی: Nugget Falls) آبشاری است که در آلاسکا، ایالات متحده آمریکا واقع شده و ارتفاع کلی ریزشگاه آن ۳۷۷ فوت (۱۱۵ متر) است.